# 比吉特·海内克
比吉特·海内克（德語：Birgit Heinecke，1957年4月10日—），旧姓里希特（Richter），德国前女子手球运动员。她曾代表东德女子国家队参加1980年夏季奥林匹克运动会手球比赛，获得一枚铜牌。